# Retalhuleu (departman)
Retalhuleu je departman u Gvatemali, površine 1,856 km² (1,152 mi²), s preko 300,000 stanovnika. Graniči na sjeveru s Quetzaltenangom, na istoku sa Suchitepequezom, na zapadu sa San Marcosom i Quetzaltenangom i na jugu s Tihim oceanom.
Retalhuleu se sastoji od 9 distrikata: Champerico, San Felipe, El Asintal, San Martín Zapotitlán, Nuevo San Carlos, San Sebastián, Retalhuleu, Santa Cruz Muluá i San Andrés Villa Seca. U departmanu se govore španjolski i quiche.